# 2020年俄罗斯梁赞州军火库爆炸事故
2020年俄罗斯梁赞州军火库爆炸事故是于2020年10月7日发生在俄罗斯梁赞州西部军区一军火库的火灾。此事件造成16人受伤。

## 起因
该军火库位于俄罗斯梁赞州。当时附近草地正在燃烧，火势因风蔓延导致部分弹药被引爆，发生火灾。

## 经过
火灾发生后，俄当局出动1562人、405台设备、9架飞机与3列消防火车以控制火势。其中俄罗斯紧急情况部占503个人和102台设备。
爆炸导致军火库副近斯科平区和里亚日斯克区的数个居民点中的住宅楼受损，导致16人受伤，2300多名居民被疏散。其中1人情况严重，正在抢救。

## 后续
该军火库后续连续发生爆炸，如当地10月9日凌晨时发生了两次爆炸。
10月9日，俄罗斯梁赞州紧急部门的代表称：“截至10月9日6时，爆炸频率有所降低。”俄当局计划在当天对该地区进行航空侦察。